# Golubiew Glacier
Golubiew Glacier är en glaciär i Antarktis. Den ligger i Sydshetlandsöarna. Argentina, Chile och Storbritannien gör anspråk på området. Golubiew Glacier ligger 183 meter över havet.
Terrängen runt Golubiew Glacier är huvudsakligen kuperad, men åt sydost är den platt.  Trakten är glest befolkad. Närmaste befolkade plats är Commandante Ferraz Station, 9,0 kilometer väster om Golubiew Glacier. 